# Березина (Гордеевский район)
Березина — упразднённый в 2015 году посёлок в Гордеевском районе Брянской области, в составе Глинновского сельского поселения. Располагался в 4 км к западу от села Стругова Буда. Постоянное население с 2006 года отсутствовало.

## История
Основан в 1920-х годах; до [2005 года входил в Струговобудский сельсовет.
Упразднён законом Брянской области от 28 сентября 2015 года № 74-З в связи с переселением жителей в другие населённые пункты.
| Годы      | 1926 | 1979 | 1989 | 2002 | 2010 |
| --------- | ---- | ---- | ---- | ---- | ---- |
| Население | 275  | 78   | 27   | 1    | 0    |